# Národní stát

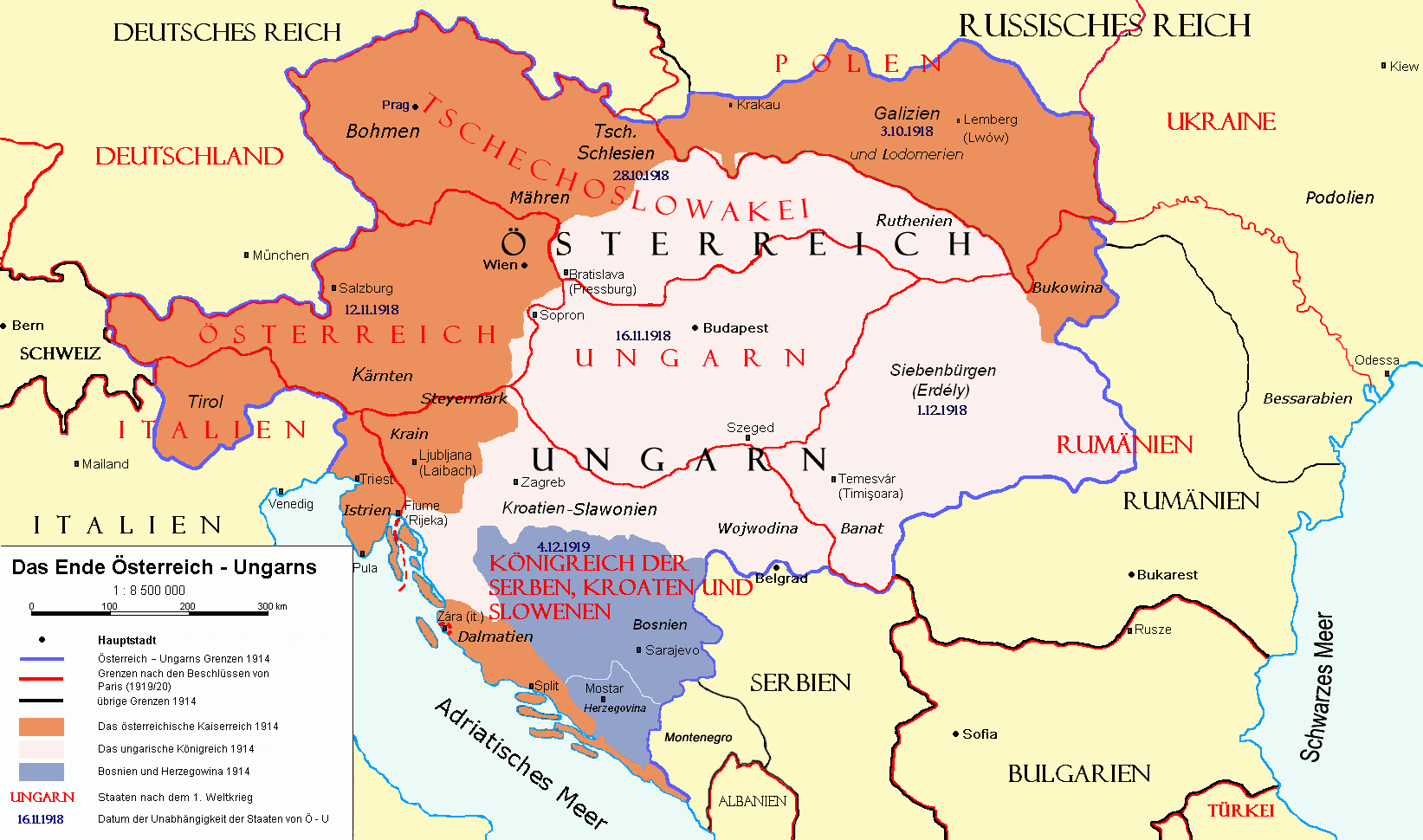
Rozpad Rakouska-Uherska po první světové válce

Národní stát je typ státu, jehož idea spočívá v teritoriálním splynutí státu (jakožto geografické a politické jednotky) a národa (jako jednotky kulturní a/nebo etnické). Jinými slovy, národ je považován za klíčovou jednotku státu, který mu poskytuje suverenitu nad daným územím. Jedná se o problematický pojem, vyplývající z obtížnosti srozumitelné definice národa.
Současná politologie operuje s pojmem národní stát i v případě, kdy administrativní (státní) hranice plně nesplývají s hranicemi výskytu dané etnické skupiny.
Dnešní mezinárodní systém je považován za systém národních států.

## Vznik a vývoj národního státu

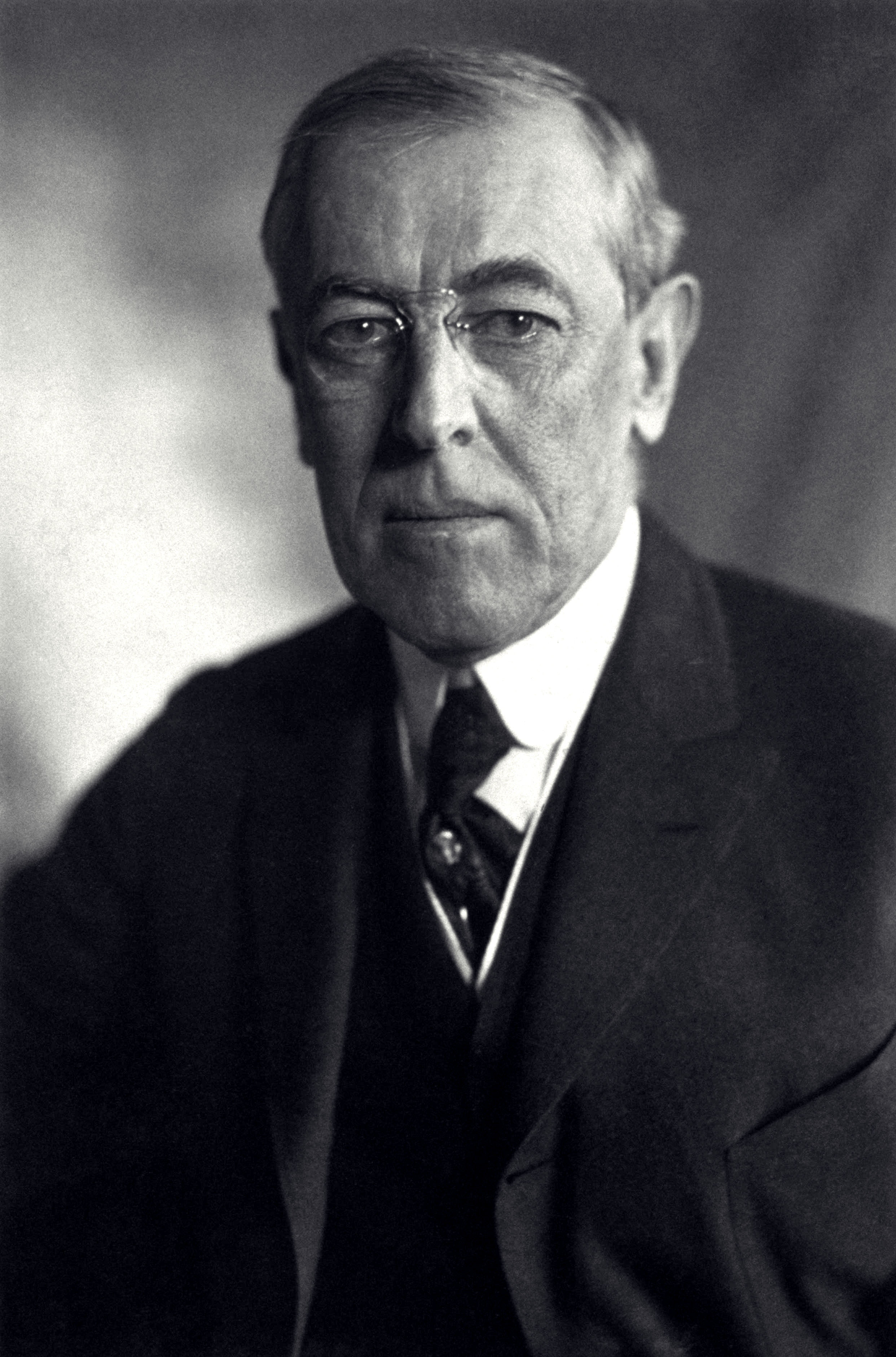
Woodrow Wilson byl zastánce práva národů na sebeurčení, foto: Harris & Ewing

Systém národních států se v Evropě začal konsolidovat po podepsání vestfálského míru. Vývoj souvisel s přesunem legitimity z konceptu dynastické suverenity běžné ve středověku v teritoriální suverenitu. Národní stát nebyla jediná možná forma politického uspořádání. Konkurenčními historickými uskupeními byly zejména říše a městské státy.

Koncept národního státu se vyvíjel spolu se vznikem nacionalistické ideologie v devatenáctém století. Mezníky se stalo sjednocení Německa a sjednocení Itálie.
Po první světové válce se myšlenka práva národa na sebeurčení – tedy vzniku státu na základě etnických hranic – rychle šířila spolu s rozpadem evropských multinacionálních říší (například Rakouska-Uherska či Osmanské říše). Hlavním zastáncem této myšlenky byl americký prezident Woodrow Wilson, který ji jako součást svých Čtrnácti bodů prosazoval při jednáních o Versailleské smlouvě.
Dalším milníkem byl konec druhé světové války. V tomto období byla právo národů na sebeurčení zakotveno v Chartě OSN.
Globálního charakteru začal koncept nabývat s procesem dekolonizace, jehož vrchol proběhl v šedesátých letech.
Po konci studené války byl vývoj potvrzen rozpadem etnicky nesourodé Jugoslávie a Sovětského svazu.
V současnosti probíhá diskuse o roli národního státu ve světě například v souvislosti s nezávislostí Kosova, Tibetu a Ujguristánu v Číně či Baskicka ve Španělsku. Dalším příkladem je otázka autonomie ruských minorit v postsovětských státech.

## Teorie a ideologie
Obecně docházelo k formování národních států a změnách dosavadních hranic spolu s rostoucí či jinak se měnící podobou národního uvědomění populace. Historie ukazuje, že jde o oboustranný proces. Je možné jak formování států na základě mocenských požadavků národa (například Itálie či Německo) tak formování národa a národního uvědomění na základě existence daného státu (Například Spojené státy americké, Francie či Čína). Československo je obtížné zařadit; jeho vznik byl důsledkem rozpadu rakousko-uherské říše a národnostních požadavků etnických menšin; na druhou stranu byl jako důsledek komplikovaného etnického uspořádání v prostoru prosazován koncept čechoslovakismu – tedy uměle vytvořené myšlenky jednoho národa.
Klíčovou ideologickou konstrukcí byl rozmach nacionalismu v devatenáctém století. Z kulturně-historického hlediska přispěl vznik romantismu.
Historickými oponenty myšlenky byli například marxisté, kteří dělicí linii světové populace viděli v třídní, nikoliv etnické, příslušnosti jedince.
V dnešním světě je unikátním vyzyvatelem myšlenky národního státu evropská integrace, o jejímž vlivu panují značné neshody, a rozvoj dalších nadnárodních či nevládních struktur. 16. listopadu 2010, v projevu k 21. výročí pádu berlínské zdi vyhlásil Herman Van Rompuy konec národních států.
Čas homogenních národních států je pryč. Národní státy jsou mrtvé a víra, že země mohou obstát samy o sobě, je nejen iluze ale lež.
Herman van Rompuy, 2010
Americký politický poradce Zbigniew Brzezinski ve svých knihách Velká šachovnice a Volba: Globální nadvláda nebo globální vedení naznačil, že koncept národního státu mohou u tradičních zemí prvního světa oslabit probíhající změny ve složení obyvatelstva (stárnutí obyvatel většiny evropských států a příliv levné pracovní síly z třetího světa).

[N]árodní stát jako základní element organizovaného života člověka přestal být principiální tvůrčí silou: mezinárodní banky a nadnárodní korporace jednají a plánují způsobem, jenž je mnohem pokročilejší od politických konceptů národního státu
Mezi dvěma věky: Technokratická éra, 1971
Donella Meadows, John Gray a Bernard Lietaer se víceméně shodují ve vizi toho, co by následovalo po fázi národních států, pokud by tato přeměna měla nastat – a sice geografické celky rozdělené nikoli podle národů ale podle trhu, kde někdejší státní úřady by byly přeměněny toliko na regulátory trhu pro danou oblast a hlavními hybateli, stále více zasahujícími do občanského života, by byly korporace.
Nadnárodní suverenita intelektuální elity a světových bankéřů jsou jistě vhodnější než národní sebeurčení praktikované po minulá staletí.
David Rockefeller, v projevu Trilaterální komisi, 1991